# Platanthera taiwanensis
Platanthera taiwanensis är en orkidéart som först beskrevs av Shao Shun Ying, och fick sitt nu gällande namn av S.C.Chen, S.W.Gale och Phillip James Cribb. Platanthera taiwanensis ingår i släktet nattvioler, och familjen orkidéer. Inga underarter finns listade i Catalogue of Life.